# Drei-Kaiser-Hof

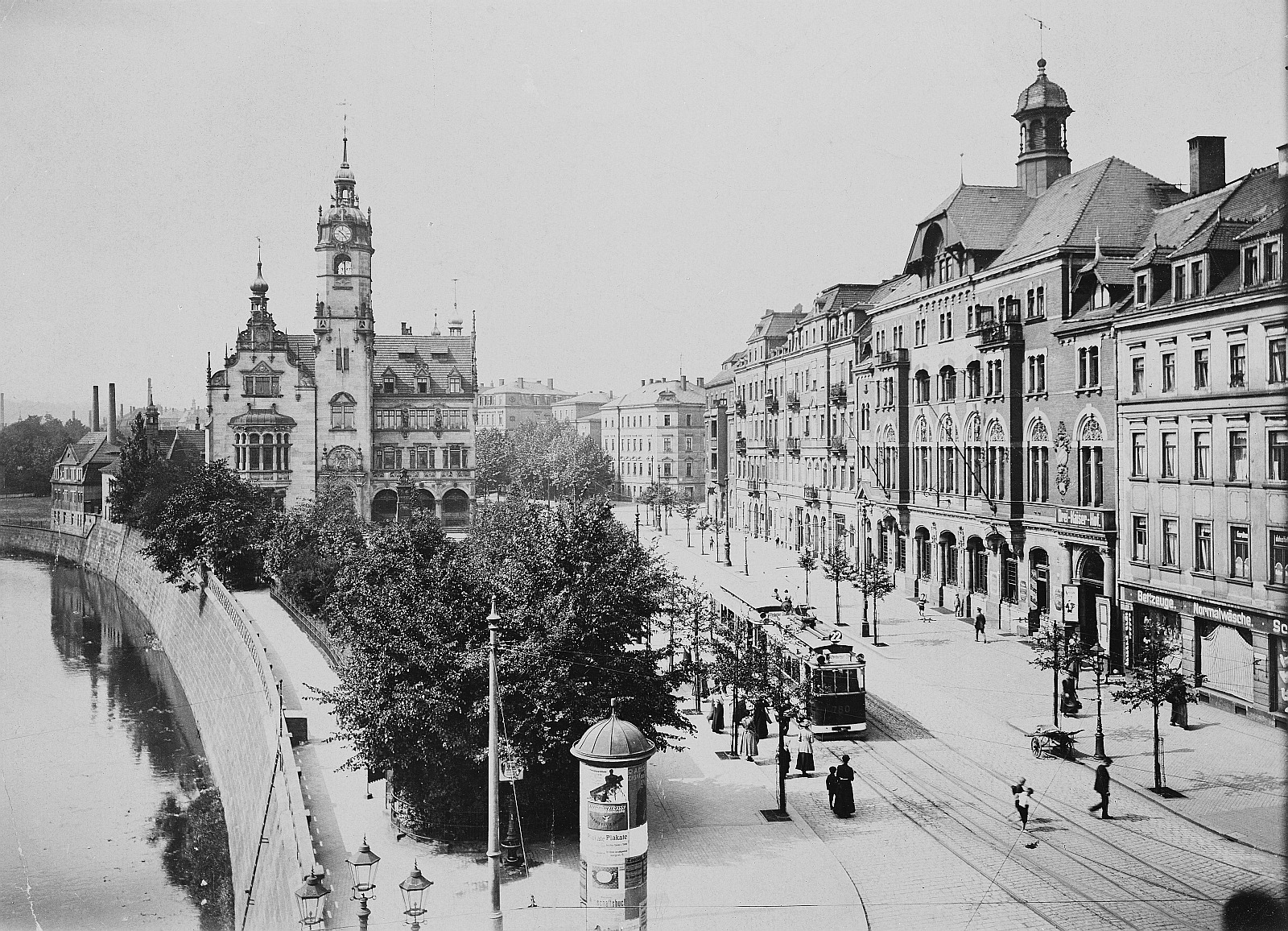
Die Tharandter Straße mit dem Drei-Kaiser-Hof (rechts) vor 1919

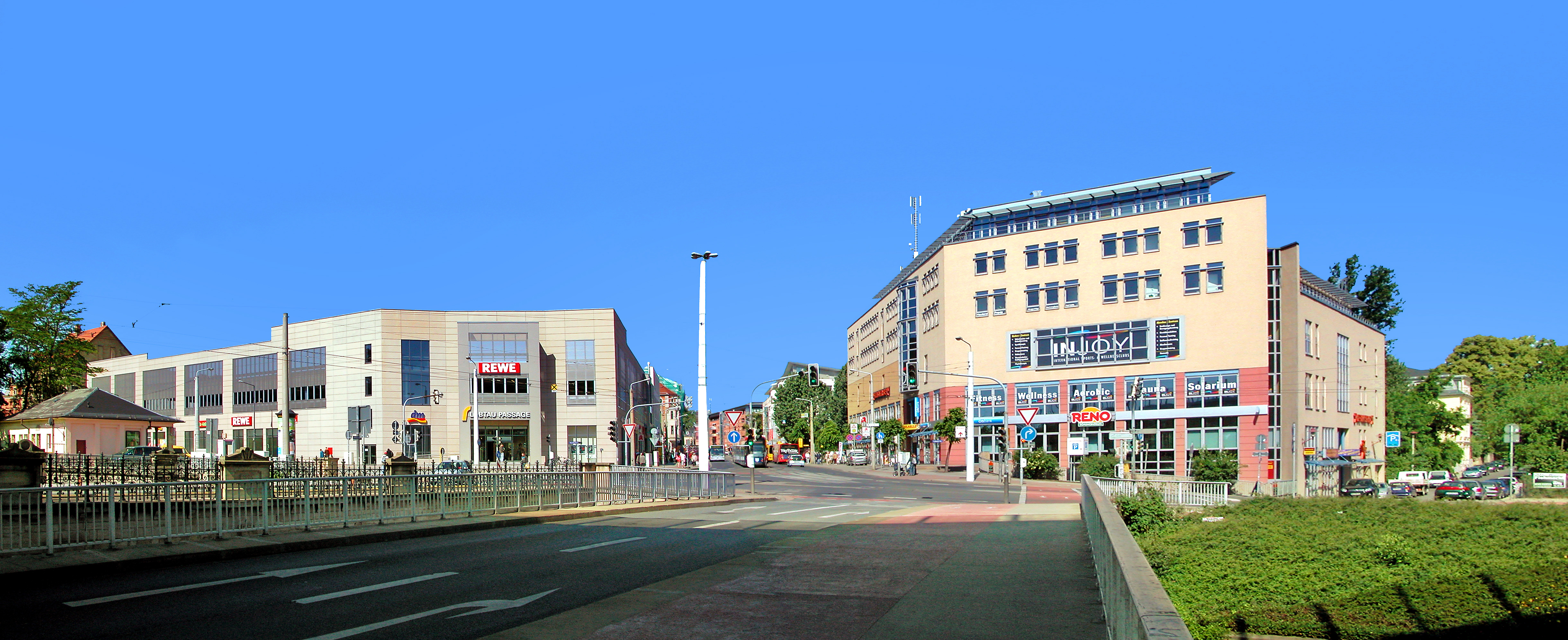
Einkaufsgebiet „Drei-Kaiser-Hof“. Links die Löbtau-Passage, ganz links, vor dem Haus mit dem roten Dach befand sich der originale Drei-Kaiser-Hof

Der Drei-Kaiser-Hof in Dresden-Löbtau war Hotel und Restaurant bis zum Ersten Weltkrieg. Später wurde hier auch ein Kino eingerichtet. 1945 fiel der Gebäudekomplex an der südöstlichen Ecke der Tharandter-/Löbtauer Straße den Bomben zum Opfer. Die Ruine wurde 1950 abgebrochen. Dennoch blieb ein kleiner Bierausschank bestehen, der erst 1970 verschwand. Nach 1990 sollte ein neuer Hotelkomplex entstehen, aber erst 2008 begann auf dem Areal der Bau des Einkaufszentrums Löbtau-Passage, die im Herbst 2009 eröffnet wurde. Der Name Drei-Kaiser-Hof wird seit dem Jahr 2000 von einem anderen Einkaufskomplex auf der gegenüberliegenden Straßenseite (nordwestliche Ecke derselben Kreuzung) weitergeführt.

## Geschichte

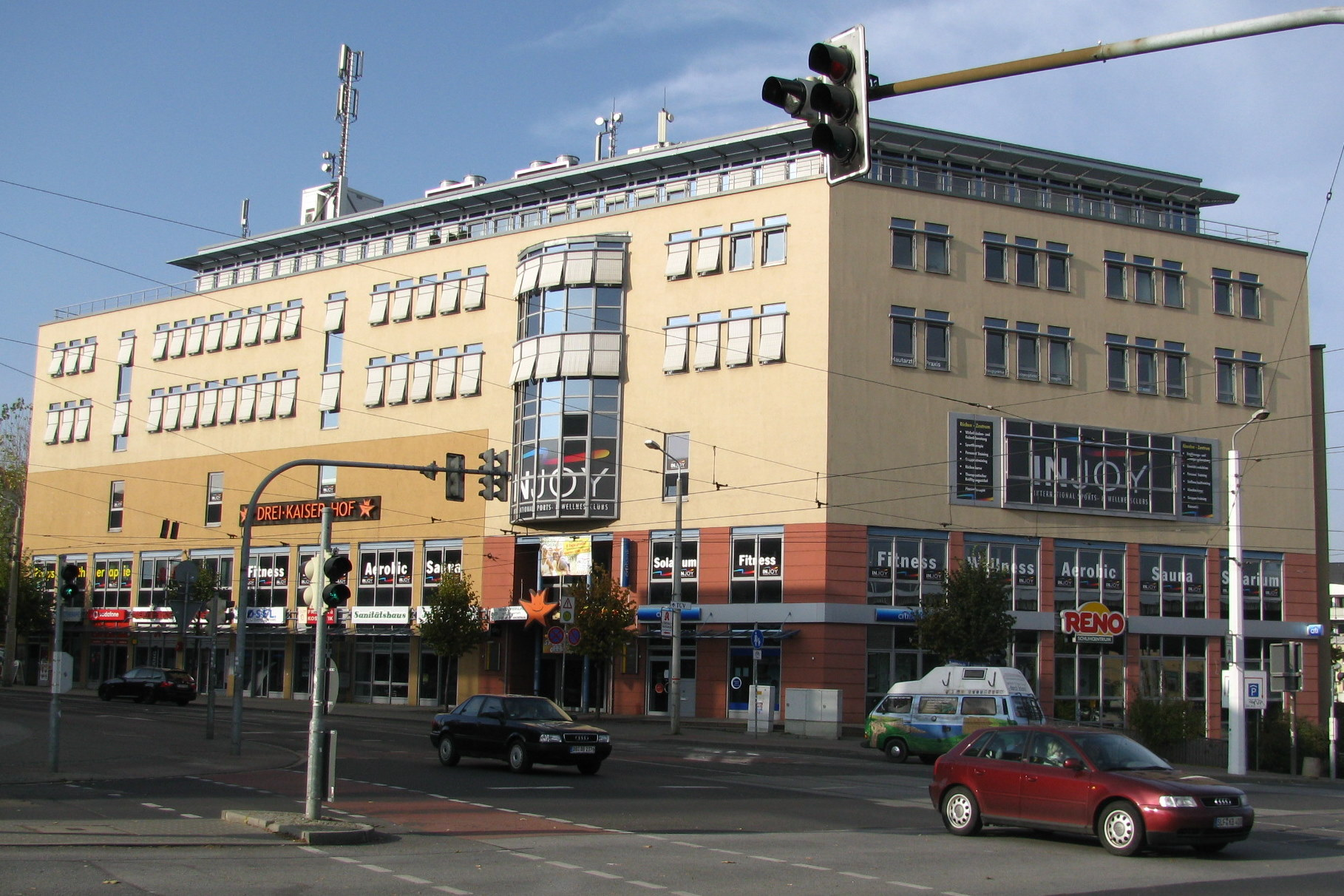
Heute wird der Name Drei-Kaiser-Hof von einem Einkaufskomplex auf der gegenüberliegenden Straßenseite weitergeführt

Der Drei-Kaiser-Hof entstand im letzten Drittel des 19. Jahrhunderts an der Kreuzung Kesselsdorfer/Tharandter Straße auf dem Grundstück des abgetragenen Löbtauer Chausseehauses. Nach Fertigstellung des repräsentativen Wohn- und Geschäftshauses wurde am 1. April 1888 im Erdgeschoss ein Restaurant mit dem Namen „Restaurant zum alten Chausseehaus“ eröffnet. Nachdem der Eigentümer zusätzlich das benachbarte Grundstück gekauft hatte, wurde auf ihm 1897 ein Hotelneubau errichtet, der den Namen „Drei-Kaiser-Hof“ erhielt. Mit diesem Namen sollte an das „Dreikaiserjahr“ 1888 erinnert werden, in welchem gleich drei deutsche Kaiser regierten. Am 27. Dezember 1902 fanden hier die „Einverleibungs-Festlichkeiten“ aus Anlass der bevorstehenden Eingemeindung Löbtaus nach Dresden statt. 1914 wurde ein hauseigenes Kino eingerichtet.
Nach dem Tod des Besitzers Johannes Zacharias Fröde 1923 und seiner Ehefrau wurde der Gaststättenbetrieb 1926 von Friedrich Richter als Pächter weitergeführt. Auch das Kino erhielt nach einem Umbau mit Willy Schulze einen neuen Betreiber, der es bis 1945 unter dem Namen „Drei-Kaiser-Hof-Tageslicht-Spiele“ betrieb. Der Ballsaal wurde jedoch nur noch wenig genutzt. In den früheren Hotelzimmern wurde schließlich während des Zweiten Weltkrieges ein Wehrmachtsquartier für Offiziere eingerichtet.
Im Jahr 1945 erlitt der Gebäudekomplex während der Luftangriffe auf Dresden schwere Schäden. Einige Erdgeschossräume konnten jedoch wieder nutzbar gemacht werden. Dennoch folgte um 1950 der Abbruch der Ruine. Nur ein kleiner Bierausschank blieb im Gebäuderest bestehen, der jedoch 1970 auch geschlossen wurde.
Nach 1990 gab es Pläne, an gleicher Stelle einen Hotelkomplex zu errichten, dessen Bau jedoch nie ausgeführt wurde. Erst im Jahr 2008 begann der Bau eines neuen Einkaufszentrums, der Löbtau-Passage. Das dreigeschossige Gebäude, dessen Verkaufseinrichtungen sich ausschließlich im Erdgeschoss befinden und sowohl straßenseitig als auch durch eine Passage erschlossen werden, wurde 2009 fertiggestellt. In den Obergeschossen befinden sich zwei Parkdecks mit dreihundertfünfzig Parkflächen.
Der Name Drei-Kaiser-Hof wird seit 2000 von einem modernen Einkaufskomplex auf der gegenüberliegenden Straßenseite weitergeführt.